# Giải đua ô tô Công thức 1 Pháp 2007
Giải đua ô tô Công thức 1 Pháp năm 2007 là chặng đua thứ tám của giải vô địch thế giới Công thức 1 năm 2007. Giải được tổ chức vào ngày 1 tháng 7 năm 2007.
Tháng 3 năm 2007, Liên đoàn Thể thao Pháp (Fédération Française du Sport d'Automobile (FFSA)) tuyên bố nước Pháp sẽ không tổ chức giải này năm 2008 . Tuy nhiên, ngày 31 tháng 5, Bernie Ecclestone khẳng định giải năm nay là giải cuối cùng được tổ chức tại đường đua Magny Cours .

## Xếp hạng chi tiết
| STT     | Số xe | Tên                  | Đội đua            | Số vòng | Thời gian            | Xuất phát | Điểm |
| ------- | ----- | -------------------- | ------------------ | ------- | -------------------- | --------- | ---- |
| 1       | 6     | Kimi Räikkönen       | Ferrari            | 70      | 1:30:54.200          | 3         | 10   |
| 2       | 5     | Felipe Massa         | Ferrari            | 70      | +2.4 giây            | 1         | 8    |
| 3       | 2     | Lewis Hamilton       | McLaren-Mercedes   | 70      | +32.1 giây           | 2         | 6    |
| 4       | 10    | Robert Kubica        | BMW Sauber         | 70      | +41.7 giây           | 4         | 5    |
| 5       | 9     | Nick Heidfeld        | BMW Sauber         | 70      | +48.8 giây           | 7         | 4    |
| 6       | 3     | Giancarlo Fisichella | Renault            | 70      | +52.2 giây           | 5         | 3    |
| 7       | 1     | Fernando Alonso      | McLaren-Mercedes   | 70      | +56.5 giây           | 10        | 2    |
| 8       | 7     | Jenson Button        | Honda              | 70      | +58.8 giây           | 12        | 1    |
| 9       | 16    | Nico Rosberg         | Williams-Toyota    | 70      | +68.5 giây           | 9         |      |
| 10      | 11    | Ralf Schumacher      | Toyota             | 69      | +1 vòng              | 11        |      |
| 11      | 8     | Rubens Barrichello   | Honda              | 69      | +1 vòng              | 13        |      |
| 12      | 15    | Mark Webber          | Red Bull-Renault   | 69      | +1 vòng              | 14        |      |
| 13      | 14    | David Coulthard      | Red Bull-Renault   | 69      | +1 vòng              | 16        |      |
| 14      | 17    | Alexander Wurz       | Williams-Toyota    | 69      | +1 vòng              | 18        |      |
| 15      | 4     | Heikki Kovalainen    | Renault            | 69      | +1 vòng              | 6         |      |
| 16      | 22    | Takuma Sato          | Super Aguri-Honda  | 68      | +2 vòng              | 22        |      |
| 17      | 20    | Adrian Sutil         | Spyker-Ferrari     | 68      | +2 vòng              | 21        |      |
| Bỏ cuộc | 19    | Scott Speed          | Toro Rosso-Ferrari | 55      | Hộp số               | 15        |      |
| Bỏ cuộc | 21    | Christijan Albers    | Spyker-Ferrari     | 28      | Tai nạn khi nạp xăng | 20        |      |
| Bỏ cuộc | 23    | Anthony Davidson     | Super Aguri-Honda  | 1       | Tai nạn hư hại       | 19        |      |
| Bỏ cuộc | 12    | Jarno Trulli         | Toyota             | 1       | Tai nạn hư hại       | 7         |      |
| Bỏ cuộc | 18    | Vitantonio Liuzzi    | Toro Rosso-Ferrari | 0       | Tai nạn              | 17        |      |

- Vòng nhanh nhất: Felipe Massa, 1:16.099 (Vòng 42)
- Dẫn đầu các vòng: Felipe Massa (1-19) và (23-49) Kimi Räikkönen (20-22) và (50-70)